# 베어백 (성행위)

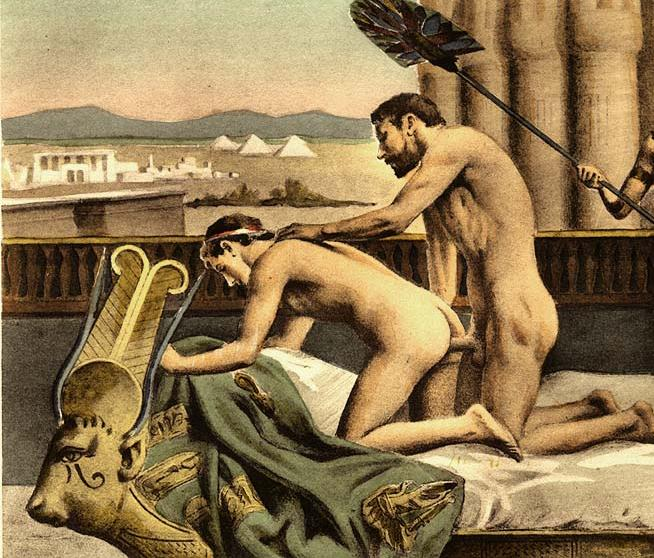

베어백(Bareback)은 콘돔을 사용하지 않는 성행위를 의미한다. 주로 남성 간의 콘돔을 사용하지 않는 항문 성교를 의미한다.